# 流星级通报舰
流星级通报舰（德語：Meteor-Klasse）是19世纪80年代末到90年代初德意志帝国海军建造的两艘通报舰，分别是“流星”号和“彗星”号。与早期建造的通报舰不同，流星级是为了保护舰队的主力舰免受敌方鱼雷艇的攻击而设计改进。该级舰只装备了四门8.8（3.5英寸）速射炮。然而实际运作中两舰均出现过严重问题，包括船舶耐波性差和螺旋桨轴过度振动。为此两舰服役期间都不是十分活跃，“彗星”号在仅有的服役活动中测试了一系列最终并未改善先天设计缺陷的改造方案。“流星”号的服役生涯则比较活跃，1893-1894年在舰队服役，1895-1896年又作为渔业保护船服役。但是该舰的大部分时间都在后备役中度过。这两艘舰只都在1896年退役，并在1911年从海军登记册中被除名。“流星”号当时被用作军营船，而“彗星”号则被用作废船。这两艘船分别在1919年和1921年被拆解。

## 设计
德意志帝国海军在19世纪80年代开始建造小型通报舰，以服役于德国水域的主力舰队中。这些舰艇旨在支持舰队战列线，作为大舰队的斥候、舰队鱼雷艇编队的先头舰，并作为对敌鱼雷艇的屏障。与同时期德国无防护巡洋舰不同，通报舰的设计强调进攻能力和高航速，而不是更长的巡航半径。1888年，德国海军司令部决定，未来的通报舰应该专注于防御敌方鱼雷艇，此时计划中的两舰分别被命名为“F”和“G”。与早期的守望级通报舰相比，流星级的设计尺寸略小，排水量比前期的舰只减少了25%左右。设计上主要的改进包括一套更强大的推进系统，新式速射炮，以及更厚的装甲甲板。
“流星”号和“彗星”号的设计在服役历程中被证明是失败的。两舰均饱受严重的螺旋桨轴振动问题困扰以及因舰体尺寸偏小带来的糟糕的耐波性。这些缺陷大大缩短了两舰的服役生涯，使其大部分在役时间都在后备役中度过。流星级是最早配备立式三胀蒸汽机的小型舰只，也是德意志帝国海军设计并建造的倒数第二种通报舰，紧随其后的则是“赫拉”号。到了19世纪90年代，德国海军设计师已经开始结合通报舰和当代无防护巡洋舰各自的优点，并用在瞪羚级轻巡洋舰的设计方案上，后者也是首款德国轻巡洋舰。

### 常规参数
“流星”号和“彗星”号舰体水线长79.86（262英尺0英寸），总长79.86（262英尺0英寸），舷宽9.56米（31英尺4英寸）9.56米(31英尺4英寸)，舰首最大吃水深度为3.68（12英尺1英寸），舰尾吃水4.50（14英尺9英寸）。按照设计，“流星”号排水量为961公噸（946長噸），满载时可达到1,078公噸（1,061長噸）。而“彗星”号吨位稍大一些，设计和满载排水量分别为992公噸（976長噸）和1,117公噸（1,099長噸）。两舰的船体皆由横向钢架构成。“流星”号建成之初只安装了一根单杆主桅，而“彗星号”在一根单杆主桅之外还安装了一个更小的无线电报桅杆。在1901-1902年，“流星”号也装上了第二根桅杆。
流星级通报舰常规配有7名军官和108名士兵。舰上载有几艘较小的船只，包括一艘高低桅小帆船、一艘小艇和一艘独桅快船。两舰的耐波性不强，除了平静的天气，在其他海况下都比较难操作。舰体由于严重的空穴现象会导致舰体过度振动，尤其是在高速行进时。然而，这两艘船都是非常灵活的舰只。两舰的稳心高度仅为0.41（1英尺4英寸）。
两舰的推进系统由2台立式三缸三胀蒸汽机组成，驱动两具直径2.8米（9英尺2英寸）的三叶螺旋桨。四座燃煤机车锅炉为蒸汽机提供蒸汽。与守望级的单根烟囱不同，流星级的锅炉通过中轴线上两根烟囱进行排气。舰上配备了两台发电机，可以在67V电压下输出20至24千瓦特（27至32匹馬力）的功率。
流星级两舰的推进系统在性能上略有不同。“流星”号的设计引擎功率为4,500匹公制馬力（4,400匹指示馬力），实测达到4,749匹公制馬力（4,684匹指示馬力）。该舰最高时速为19節（35每小時；22英里每小時）。在海试中该舰达到了20節（37每小時；23英里每小時）的高速。“彗星”号引擎的额定功率为5,000匹公制馬力（4,900匹指示馬力），实测仅有4,711匹公制馬力（4,647匹指示馬力）。该舰设计时速为19.5節（36.1每小時；22.4英里每小時），然而海试中并未达到设计数值。“流星”号和“彗星”号设计载煤量为60吨，实际最大分别可装载120吨和147吨燃煤，使得两舰在9節（17每小時；10英里每小時）航速下的续航里程达到大约960海里（1,780；1,100英里）。

### 武器和装甲
这些船只装备了四门88（3.5英寸）SK L/30火炮，分别安装在单座中轴炮座内。其中两门并排在舰首，两门并排在舰尾。炮座内总计配备了462到680发子弹，射程可达6,900（7,500碼）。此外，两舰还装有三具35（13.8英寸）鱼雷发射管，其中一具装在舰首水线下，另外两具装在舷侧甲板上的发射器中。常规情况下，舰上携带八枚鱼雷。两舰都有钢制装甲防护。弹药库和机舱分别由15（0.59英寸）厚甲板与25（0.98英寸）厚斜面装甲保护。指挥塔由侧边安装的30（1.2英寸）装甲以及顶部安装的15（0.59英寸）厚装甲提供防护。

## 舰只
| 舰名          | 建造者             | 开建       | 下水           | 完成          | 除籍          |
| ------------- | ------------------ | ---------- | -------------- | ------------- | ------------- |
| “流星”号 （） | 基尔日耳曼尼亚船厂 | 1888年12月 | 1890年1月20日  | 1891年5月15日 | 1911年6月24日 |
| “彗星”号 （） | 斯德丁伏尔铿造船厂 | 1891年11月 | 1892年11月15日 | 1893年4月29日 | 1911年6月24日 |

## 服役记录
“流星”号投入使用后，其设计中的问题变得明显起来。在服役的头两年，该舰大部分时间都在试图修复缺陷或者进行海上试验以确定改善效果。在此期间，该舰还参加了与其他德国舰队的训练演习。1893年，“彗星”号也开始服役，并且在最初的试验之后，该舰也接受了一系列最终证明无效的改装。1895年至1896年间，“流星”号受雇为渔业保护船，但由于舰体较小，在实际运作中被发现并不适合从事这项工作。此外，由于“流星”号舰载储煤量较小，因此在德国沿海水域巡逻的范围也很有限。最终，该舰在1896年底退出了这项任务。
“彗星”号未被记载到有较长的服役期，仅有服役记录就是在经过一系列改装后进行试航。该舰也在1896年退出现役。1899年，两舰被重新划归为轻巡洋舰，然后在1904年降格为港口警备舰。两舰都在1911年从海军登记册上被除籍，“流星”号成为基尔的一艘军营船，“彗星”号被改造成海军水雷储存船。“流星”号和“彗星”号分别在1919年和1921年被卖作废品。

## 脚注

### 引文
1. 1 2 3 4 5 6 7 8 9 10  日本海人社 (2010)，第23頁.
2. ↑  上海交通大学 (1991)，第707頁.
3. ↑  梁学伦 (1996)，第144頁.
4. ↑  李浑成 (1998)，第1663頁.
5. ↑  章骞 (2013)，第12頁.
6. ↑  袁随善 & 何志刚 (1992)，第1001頁.
7. ↑  日本海人社 (2010)，第22頁.
8. 1 2  Lyon，第249, 257–258頁.
9. 1 2 3 4 5 6 7  Hildebrand, Röhr, & Steinmetz Vol. 2，第188頁.
10. ↑  日本海人社 (2010)，第27頁.
11. ↑  日本海人社 (2010)，第28頁.
12. 1 2  Hildebrand, Röhr, & Steinmetz Vol. 6，第81–82頁.
13. 1 2 3 4 5 6  Gröner，第96頁.
14. ↑  刘伟 (2019)，第158頁.
15. ↑  Lyon，第257頁.
16. ↑  全国科学技术名词审定委员会 (2019)，第246頁.
17. ↑  杨坚 (2017)，第19頁.
18. ↑  崔刚 (2009)，第31頁.
19. ↑  全国科学技术名词审定委员会 (2019)，第245頁.
20. 1 2 3 4 5  Hildebrand, Röhr, & Steinmetz Vol. 6，第81頁.
21. ↑  徐钟 (2006)，第813頁.